# Hanksiet

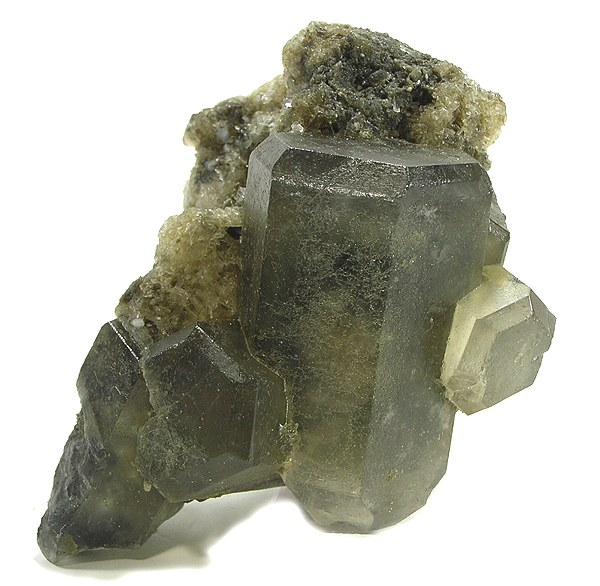

Hanksiet is een mineraal met de chemische formule KNa22CI(CO3)2(SO4)9. Daarmee behoort het zowel tot de carbonaten als de sulfaten. In klassificaties wordt het echter meestal ingedeeld bij de sulfaten omdat het meer sulfaat- dan carbonaatgroepen bevat.

## Chemische samenstelling
Hanksiet kan in plaats van chloride (een Cl−-ion) ook jodide (een I−-ion) bevatten. Het is daarmee een vaste mengreeks.

## Eigenschappen
Hanksiet wordt meestal gevonden in kristalvorm in evaporieten. Het is kleurloos, wit, grijs, groen of geel van kleur en transparant tot doorschijnend en heeft een hexagonale tot prismatische kristalstructuur. De hardheid is 3 tot 3,5. Het soortelijk gewicht is 2,5. Het mineraal proeft zout en gloeit op in ultraviolet licht. Vaak wordt het overdekt door een laagje stof.
De typelocatie van hanksiet is bij Searles Lake in Californië.

## Geassocieerde mineralen
- Haliet
- Borax
- Trona
- Nahcoliet
- Tincalconiet